# Norwood Court (Misuri)
Norwood Court es un pueblo ubicado en el condado de San Luis en el estado estadounidense de Misuri. En el Censo de 2010 tenía una población de 959 habitantes y una densidad poblacional de 2.870,33 personas por km².

## Geografía
Norwood Court se encuentra ubicado en las coordenadas 38°42′52″N 90°17′23″O / 38.71444, -90.28972. Según la Oficina del Censo de los Estados Unidos, Norwood Court tiene una superficie total de 0.33 km², de la cual 0.33 km² corresponden a tierra firme y (0%) 0 km² es agua.

## Demografía
Según el censo de 2010, había 959 personas residiendo en Norwood Court. La densidad de población era de 2.870,33 hab./km². De los 959 habitantes, Norwood Court estaba compuesto por el 4.07% blancos, el 94.16% eran afroamericanos, el 0.1% eran amerindios, el 0.1% eran asiáticos, el 0% eran isleños del Pacífico, el 0.31% eran de otras razas y el 1.25% pertenecían a dos o más razas. Del total de la población el 0.42% eran hispanos o latinos de cualquier raza.